# Мазерати, Альфьери
Альфьери Мазерати (23 сентября 1887 — 3 марта 1932) — итальянский автогонщик, конструктор, предприниматель. Основатель автомобилестроительной компании Maserati.

## Биография
Мазерати родился в 1887 году в Вогере. По рекомендации старшего брата Карло Мазерати они с братом Биндо начали работать на Ризотто Фраскини в Милане. В 1905 году Альфьери перешел за Карло в Bianchi. Впоследствии, по рекомендации Биндо, Альфьери вернулся в Isotta Fraschini. В 1914 году они с братом основали мастерскую в Милане под названием «Societa Anonima Officine Alfieri Maserati».
Оба брата участвовали в Первой мировой войне, а мастерской руководил брат Эрнесто Мазерати. После войны в Болонье был создан большой завод для производства.
В 20-х годах Альфьери выиграл ряд гонок, он был главным механиком Diatto с 1922 до 1926 года, когда он присоединился к своим братьям, они создали Maserati Tipo 26 на основе привезенного им шасси Diatto.
В 1927 году, гоняясь на своем Типе 26 на 312 км 1-й Коспа Мессины на трассе Монти Пелоритани, Альфьери потерял контроль на первом круге и машина перевернулась после вылета в кювет. Альфьери получил тяжелые ранения. Ему сделали срочную операцию, одна из его почек была непоправимо повреждена. В 1932 году, во время плохо выполненной операции на второй почке, Альфьери умер, находясь в комнате для восстановления 3 марта в Оспедале-Маджоре в Болонье.